# Isotopen van röntgenium
Het chemisch element röntgenium (Rg), met een atoommassa van ongeveer 280 u, bezit geen stabiele isotopen en wordt dus geclassificeerd als radioactief element. De 7 radio-isotopen zijn onstabiel en hebben een relatief korte halfwaardetijd (de meeste minder dan een seconde).
In de natuur komt geen röntgenium voor: alle isotopen zijn synthetisch bereid in een laboratorium. De eerste synthetische isotoop was 272Rg, in 1994.
De kortstlevende isotoop van röntgenium is 267Rg, met een halfwaardetijd van ongeveer 2 milliseconden. De langstlevende is 281Rg, met een halfwaardetijd van 26 seconden.

## Overzicht
| Nuclide | Z (p) | N (n) | Isotopische massa (u) | Halveringstijd | Radioactief verval                                                           | Kernspin |
| ------- | ----- | ----- | --------------------- | -------------- | ---------------------------------------------------------------------------- | -------- |
| 272Rg   | 111   | 161   | 272,15362(36)         | 2,0(8) ms      | {\displaystyle {\ce {{^{272}_{111}Rg}->{^{268}_{109}Mt}+\,_{2}^{4}\alpha }}} | 5+, 6+   |
| 278Rg   | 111   | 167   | 278,16160(68)         | 1 s            | {\displaystyle {\ce {{^{278}_{111}Rg}->{^{274}_{109}Mt}+\,_{2}^{4}\alpha }}} |          |
| 279Rg   | 111   | 168   | 279,16247(71)         | 0,17 s         | {\displaystyle {\ce {{^{279}_{111}Rg}->{^{275}_{109}Mt}+\,_{2}^{4}\alpha }}} |          |
| 280Rg   | 111   | 169   | 280,16447(80)         | 3,6 s          | {\displaystyle {\ce {{^{280}_{111}Rg}->{^{276}_{109}Mt}+\,_{2}^{4}\alpha }}} |          |
| 281Rg   | 111   | 170   | 281,16537(100)        | 26 s           | SS                                                                           |          |
| 282Rg   | 111   | 171   | 282,16749(95)         | 0,5 s          | {\displaystyle {\ce {{^{282}_{111}Rg}->{^{278}_{109}Mt}+\,_{2}^{4}\alpha }}} |          |

## Overzicht van isotopen per element
|             | 1           |             |                                              |                                              |                                              |                                              |                                              |                                              |                                              |                                              |                                              |                                              |    |    |    |    |    | 18 |
| 1           | H           | 2           | Periodiek systeem                            | Periodiek systeem                            | Periodiek systeem                            | Periodiek systeem                            | Periodiek systeem                            | Periodiek systeem                            | Periodiek systeem                            | Periodiek systeem                            | Periodiek systeem                            | Periodiek systeem                            | 13 | 14 | 15 | 16 | 17 | He |
| 2           | Li          | Be          | De links verwijzen naar isotopen per element | De links verwijzen naar isotopen per element | De links verwijzen naar isotopen per element | De links verwijzen naar isotopen per element | De links verwijzen naar isotopen per element | De links verwijzen naar isotopen per element | De links verwijzen naar isotopen per element | De links verwijzen naar isotopen per element | De links verwijzen naar isotopen per element | De links verwijzen naar isotopen per element | B  | C  | N  | O  | F  | Ne |
| 3           | Na          | Mg          | 3                                            | 4                                            | 5                                            | 6                                            | 7                                            | 8                                            | 9                                            | 10                                           | 11                                           | 12                                           | Al | Si | P  | S  | Cl | Ar |
| 4           | K           | Ca          | Sc                                           | Ti                                           | V                                            | Cr                                           | Mn                                           | Fe                                           | Co                                           | Ni                                           | Cu                                           | Zn                                           | Ga | Ge | As | Se | Br | Kr |
| 5           | Rb          | Sr          | Y                                            | Zr                                           | Nb                                           | Mo                                           | Tc                                           | Ru                                           | Rh                                           | Pd                                           | Ag                                           | Cd                                           | In | Sn | Sb | Te | I  | Xe |
| 6           | Cs          | Ba          | ↓                                            | Hf                                           | Ta                                           | W                                            | Re                                           | Os                                           | Ir                                           | Pt                                           | Au                                           | Hg                                           | Tl | Pb | Bi | Po | At | Rn |
| 7           | Fr          | Ra          | ↓↓                                           | Rf                                           | Db                                           | Sg                                           | Bh                                           | Hs                                           | Mt                                           | Ds                                           | Rg                                           | Cn                                           | Nh | Fl | Mc | Lv | Ts | Og |
|             |             |             |                                              |                                              |                                              |                                              |                                              |                                              |                                              |                                              |                                              |                                              |    |    |    |    |    |    |
| Lanthaniden | Lanthaniden | Lanthaniden | La                                           | Ce                                           | Pr                                           | Nd                                           | Pm                                           | Sm                                           | Eu                                           | Gd                                           | Tb                                           | Dy                                           | Ho | Er | Tm | Yb | Lu |    |
| Actiniden   | Actiniden   | Actiniden   | Ac                                           | Th                                           | Pa                                           | U                                            | Np                                           | Pu                                           | Am                                           | Cm                                           | Bk                                           | Cf                                           | Es | Fm | Md | No | Lr |    |

272Rg · 273Rg · 274Rg · 275Rg · 276Rg · 277Rg · 278Rg · 279Rg · 280Rg · 281Rg · 282Rg · 283Rg